# Battaglia di Bentonville
La battaglia di Bentonville si svolse tra il 19 e il 21 marzo 1865 a Bentonville, nella Carolina del Nord, vicino all'attuale Four Oaks nella Contea di Johnston. Fu la battaglia finale della Campagna delle Carolina combattuta durante la Guerra civile americana. Fu anche l'ultima grande battaglia che coinvolse le armate del maggior generale William T. Sherman e del generale Joseph E. Johnston. A causa del grande divario numerico tra le due forze e delle pesanti perdite subite durante la battaglia. Johnston si arrese a Sherman poco più di un mese più tardi a Bennett Place, nei pressi della stazione di Durham. Associata alla resa di Robert E. Lee avvenuta ai primi di aprile, la resa di Johnston rappresentò l'effettiva fine della guerra.

## Antefatti
Durante l'ultimo inverno e all'inizio della primavera del 1865, l'armata dell'Unione al comando di Sherman, attraversò la Carolina del Sud, distruggendo tutto ciò che poteva essere fondamentale per i Confederati, in continuazione con quello che era stata la Marcia verso il mare. L'8 marzo l'esercito dell'Unione entrò nella Carolina del Nord mentre alcune unità Confederate si apprestavano ad impedirgli di proseguire. Sherman divise il suo comando in due parti: l'ala sinistra, al comando del maggior generale Henry W. Slocum e l'ala destra comandata dal maggior generale Oliver O. Howard. All'inizio del 13 marzo le due ali marciarono separate verso Goldsboro. Le vedette Confederate scoprirono questo piano e Johnston tentò di concentrare la sua intera armata contro l'ala di Slocum, prima che questa si riunisse con il resto della colonna dell'Unione. Il 19 marzo iniziò l'attacco dei Confederati mentre gli uomini di Slocum marciavano verso Goldsboro a due miglia a sud da Bentonville.

## La battaglia
Slocum era convinto di avere di fronte solo la cavalleria nemica e non l'intera armata. Quindi inizialmente avvisò Sherman che stava affrontando solo una superficiale resistenza vicino a Bentonville e che non aveva bisogno di rinforzi. Ma, nel pomeriggio, la fanteria Confederata sbucò fuori dai boschi lungo la strada per Goldsboro, bloccando il fianco sinistro dell'Unione e facendoli arretrare. I Confederati, al comando del maggior generale Daniel Harvey Hill si infilarono nella parte sinistra, impedendo ai Federali la ritirata e travolgendo i soldati dell'Unione che erano rimasti al centro. Dopo un aspro combattimento, arrivarono i rinforzi dell'Unione, che interruppero l'attacco di Hill. I combattimenti continuarono anche dopo l'oscurità in quanto i Confederati cercarono, senza successo, di far arretrare la linea dell'Unione.
Slocum aveva richiesto rinforzi da Sherman durante gli attacchi del pomeriggio, e Johnston, sapendo che sarebbe stato presto largamente superato in numero di uomini, rinforzò il suo fianco sinistro per proteggere l'unica via possibile di ritirata attraverso Mill Creek. Nel pomeriggio del 20 marzo arrivò l'ala destra di Howard, che si dispose a protezione del fianco destro di Slocum; per quel giorno non ci furono altri combattimenti degni di nota.
Il 21 marzo il maggior generale dell'Unione Joseph A. Mower lanciò un attacco non programmato contro il fianco sinistro dei Confederati che difendeva il ponte di Mill Creek; gli uomini di Mower riuscirono a penetrare per un miglio prima di essere ricacciati indietro; in quell'azione, tra le perdite Confederate, ci fu anche Willie, il figlio sedicenne del tenente generale William J. Hardee; Hardee aveva permesso con riluttanza a suo figlio di stare con lui nell'VIII reggimento Texas di cavalleria solo poche ore prima dell'attacco di Mower.
Durante la notte Johnston fece ritirare la sua armata attraverso Mill Creek e rase al suolo il ponte dietro di lui. Sherman fu avvisato del fatto ma ordinò di non inseguire i Confederati e continuò la sua marcia verso Goldsboro. L'armata Confederata aveva fallito in quest'ultima chance di ottenere una vittoria decisiva contro le forze dell'Unione nella Carolina del Nord.